# Tachytrechus parenti
Tachytrechus parenti är en tvåvingeart som beskrevs av Robinson 1970. Tachytrechus parenti ingår i släktet Tachytrechus och familjen styltflugor. Inga underarter finns listade i Catalogue of Life.